# 大草原鎮區 (明尼蘇達州諾布爾斯縣)
大草原鎮區（英語：Grand Prairie Township）是位於美國明尼蘇達州諾布爾斯縣的一個行政鎮區。

## 地方資料
大草原鎮區的面積為91.84平方千米，皆為陸地。根據2020年美國人口普查的數據，當地共有人口206人，而人口密度為每平方千米2.24人。